# Achlya flavicornis
Espèce
Achlya flavicornis, la Flavicorne, est une espèce de lépidoptères de la famille des Drepanidae.

## Liste des sous-espèces
Selon BioLib (1er mars 2019) :
- Achlya flavicornis finmarchica Schöyen
- Achlya flavicornis flavicornis (Linnaeus, 1758)
- Achlya flavicornis jezoensis Matsumura
- Achlya flavicornis meridionalis Wolfsberger
- Achlya flavicornis scotica (Tutt, 1888)